# Ahua
Genre
Ahua est un genre d'araignées aranéomorphes de la famille des Agelenidae.

## Distribution
Les espèces de ce genre sont endémiques de Nouvelle-Zélande.

## Liste des espèces
Selon World Spider Catalog (version 17.0, 31/05/2016) :
- Ahua dentata Forster & Wilton, 1973
- Ahua insula Forster & Wilton, 1973
- Ahua kaituna Forster & Wilton, 1973
- Ahua vulgaris Forster & Wilton, 1973

## Publication originale
- Forster & Wilton, 1973 : The spiders of New Zealand. Part IV. Otago Museum Bulletin, vol. 4, p. 1-309.